# Elves (stratosfeerontlading)

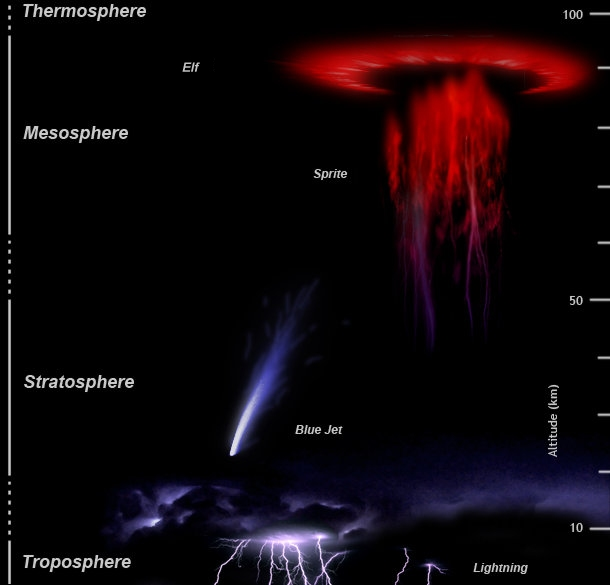
Elf (boven) met andere vormen van ontlading

Elves zijn net als red sprites en blue jets een soort stratosfeerontlading. Meestal tonen deze zich als zich snel uitbreidende ringen van zwak licht in de ionosfeer boven grote onweersbuien. Ze ontstaan op de top van een bui en groeien uit tot 400 kilometer in diameter. Elves komen voor in de ionosfeer, op een hoogte van zo'n 100 kilometer boven de grond. Elves duren gewoonlijk slechts één milliseconde en zijn niet waarneembaar vanaf de grond.
De kleur van elves was enige tijd een raadsel, maar men denkt nu dat het een 'rode tint' is. Het verschijnsel werd voor het eerst vastgelegd tijdens een missie van de Spaceshuttle en wel boven Frans-Guyana op 7 oktober 1990.
Elves is een frivool acroniem voor Emissions of Light and Very Low Frequency Perturbations From Electromagnetic Pulse Sources (emissie van licht en zeer laag-frequente perturbaties van elektromagnetische puls-bronnen). Dit verwijst naar het proces waarmee het licht wordt gegenereerd; de excitatie van stikstof-moleculen door botsingen van elektronen.